# Новинци
Новинци (на словенски: Novinci) е село в Словения, Подравски регион, община Свети Андраж в Словенских горицах. Според Националната статистическа служба на Република Словения през 2015 г. селото има 187 жители.